# Animals as Leaders
Animals as Leaders — американський інструментальний музичний колектив з Вашингтону. Є провідним колективом у жанрі джент. Наразі складається з Тосіна Абасі, Метта Гарстки та Хав'єра Рейеса. Створений Тосіном Абасі у 2007 році. На 2022 рік випустили 5 альбомів.

## Історія
Animals as Leaders засновано після того, як розпалася металкор-гурт Reflux, в якій грав гітарист Тосін Абасі. Лейбл Prosthetic Records, надихнувшись гітарною роботою, запропонував Абасі створити соло-альбом. Спершу Абасі відмовився, але після одного року курсу гітарної техніки прийняв пропозицію лейбла. Назва Animals as Leaders (Тварини як Лідери) була натхненна новелою «Ізмаіл» Деніела Квіна 1992 року, в центрі якої описані питання антропоцентризму. Абасі придумав назву як нагадування «що всі ми по суті тварини».
Перший альбом, Animals as Leaders, був записаний у 2008 році. Абасі записав більшість гітарних та бас партій; деякі гітарні соло, барабани та синтезовані ефекти були запрограмовані Мішею Менсур з Periphery. Альбом вийшов на Prosthetic Records 28 квітня 2009 року.
Наступним після однойменного альбому гурт випустив LP з назвою Weightless 4 листопада 2011 року в Європі. 28 листопада 2012 Міша Менсур оголосив, що він з Тосіном Абасі почали записувати рифи для нового альбому. 25 березня 2014 на лейблі Sumerian Records вийшов третій альбом The Joy of Motion.
11 листопада 2016 року вийшов четвертий альбом The Madness of Many.
25 березня 2022 після шестирічної перерви гурт випустив п'ятий студійний альбом Parrhesia.

## Дискографія

#### Студійні альбоми
- 2009 — Animals as Leaders
- 2011 — Weightless
- 2014 — The Joy of Motion
- 2016 — The Madness Of Many
- 2022 — Parrhesia[2]

## Склад
- Тосін Абасі — гітара (з 2007)
- Хав'єр Реєс — гітара (з 2009)
- Метт Гарстка — ударні (з 2012)